# 9216 Masuzawa
A 9216 Masuzawa (ideiglenes jelöléssel 1995 VS) a Naprendszer kisbolygóövében található aszteroida. Satoru Otomo fedezte fel 1995. november 1-én.